# Municipio de Fork (condado de Wayne)
El municipio de Fork (en inglés: Fork Township) es un municipio ubicado en el  condado de Wayne en el estado estadounidense de Carolina del Norte. En el año 2010 tenía una población de 11.149 habitantes.

## Geografía
El municipio de Fork se encuentra ubicado en las coordenadas 35°24′50.58″N 77°56′59.95″O / 35.4140500, -77.9499861.